# Carmen Toscano
Carmen Toscano Escobedo (19 de octubre de 1910, Ciudad de México - 14 de enero de 1988, Aguascalientes) fue una directora, productora, escritora, poeta, documentalista, guionista y editora de cine y de teatro mexicana.   

## Biografía
Carmen Toscano Escobedo nación en Ciudad de México el 19 de octubre de 1910, siendo sus padres Enedina Escobedo y Salvador Toscano Barragán, conocido como el primer importador de una cámara cinematográfica, proyector y “tomavistas” en México. Fue nieta de la escritora jalisciense Refugio Barragán de Toscano.  
Estudió en la Escuela Normal Superior y en la Facultad de Filosofía y Letras de la Universidad Nacional. Su trabajo pensado para tesis, que no registró como tal, fue publicado en 1948 bajo el título: Rosario la de Acuña, mito romántico, libro donde analizó la novela en la que el político y escritor mexicano José López Portillo relataba la peripecia vital del poeta romántico Manuel M. Flores. Esta obra fue premiada en el Certamen Cultural de la Cooperativa Talleres Gráficos de la Nación.
En 1929, participó activamente en el movimiento estudiantil ‘vasconcelista’, proyecto del que surgió la Autonomía de la Universidad Nacional cuando cursaba la carrera de Letras”. Fue contemporánea de Frida Kahlo, Antonieta Rivas Mercado y Salvador Azuela.
Murió de un paro cardiaco en 1988 y su última voluntad fue entregar al Gobierno mexicano el archivo de su padre, el que incluye 56 títulos de la época porfirista y revolucionaria, y ya había sido entregado tres veces anteriormente en 1964, 1973 y 1979 pero nunca fue recogido debido a las condiciones inseguras de la Cineteca Nacional en esa época. Construyó la Casa de los amigos y la Casa de la Salud, para beneficiar a las familias de escasos recursos”de Ocoyoacac, Estado de México, donde reposan sus restos.

## Trabajo cinematográfico
A fines de la década de 1940, Toscano inició la labor de editar parte del rico archivo fílmico de su padre, tarea que culminó en 1950 con la película: Memorias de un mexicano, que en 1951 fue premiada con el Ariel como Película de mayor interés nacional. Este montaje recopilaba algunas vistas documentales que Salvador Toscano filmó en la época de la Revolución, material perteneciente al Archivo Histórico Cinematográfico.
Carmen Toscano Escobedo se convirtió “en pionera del filme de montaje con materiales de archivo”. “La trascendencia de esta obra obedece a que en aquella época no existían los aparatos (moviolas) para editar y ambos [Carmen y su padre], viendo cuadro por cuadro valiéndose de una lámpara para proyectar la imagen en la pared del garaje de su casa, lograron tan extraordinario documento cinematográfico”. Durante la década de 1950, impulsó la creación de una filmoteca en México.
En 1976 dirigió, escribió, adaptó y produjo, en colaboración con la empresa estatal Corporación Nacional Cinematográfica (CONACINE), la película Ronda Revolucionaria, fusión de cine de argumento (ficción) y documental la cual fue “estigmatizada y prohibida desde su primera exhibición privada”.  La película se rodó en escenarios del estado de Morelos y en la capital del país, y contó con las actuaciones de Stella Inda, Blanca Torres y Laura Zapata, y la fotografía de Manuel Gómez Urquiza. El filme fue presentado en festivales europeos.

### Filmografía
| Año  | Título                  | Notas |
| ---- | ----------------------- | ----- |
| 1976 | Ronda revolucionaria    |       |
| 1950 | Memorias de un mexicano |       |

## Trabajo literario
Gran parte de su vida la dedicó a escribir poesía y ensayo, denotando su gran interés en la literatura. En su trabajo de dramaturgia se encuentran Cierto día, El amor de la tía Cristiana, y El huésped, las tres publicadas en 1950; Leyendas del México colonial (1955), La llorona, que fue escenificada en 1958, y La muerte de un poeta.
Publicó dos libros con sus versos: Trazo Incompleto en 1934 e Inalcanzable y mío, en 1936. Escribió, además, una biografía sobre Rosario de la Peña.
En 1941, fundó la revista literaria Rueca junto con Emma Saro y María del Carmen Millán, la cual se publicó hasta 1952. Además, colaboró en el taller poético América y en la Revista de la Universidad de México. En 1959, instituyó el premio Diana Moreno Toscano, destinado a premiar a jóvenes que destacasen en el quehacer literario en México.
En 1964 escribió Las senadoras suelen guisar, recopilación de recetas culinarias de todos los estados del país.

### Obra publicada[14]
| Año  | Título                              | Género    | Editorial                      | Notas           |
| ---- | ----------------------------------- | --------- | ------------------------------ | --------------- |
| 1993 | Memorias de un mexicano             | Biografía | Fundación Carmen Toscano       | Edición póstuma |
| 1964 | Las senadoras suelen guisar         | Cocina    | Fondo de Cultura Económica     |                 |
| 1959 | La llorona                          | Teatro    | Fondo de Cultura Económica     |                 |
| 1948 | Rosario la de Acuña, Mito Romántico | Biografía | Talleres Gráficos de la Nación |                 |
| 1936 | Inalcanzable y mío                  | Poesía    | Taller Poético                 |                 |
| 1934 | Trazo incompleto                    | Poesía    | Taller Poético                 |                 |

## Trabajos en televisión
El productor Luis de Llano le encargó elaborar series de televisión como Tres generaciones, La puerta y Leyendas de México. Otro programa en el que intervino está Función de gala. Se especializó en la redacción de guiones culturales basados, sobre todo, en antiguas leyendas de su pueblo, y en series de misterio y suspenso”.

## Homenajes y reconocimientos
Una investigación de la Universidad de California en 1986 se refiere a ella como la primera mujer que realizó la producción completa de un largometraje. Esto significa que no sólo [hizo] investigación histórica, clasificación del material y edición de imágenes, sino innovaciones técnicas tales como adaptar la velocidad de la imagen del cine mudo a la del cine sonoro, en una época en que se carecía de la tecnología de la televisión.
El 30 de marzo de 2023, los Estudios Churubusco develaron 8 placas con los nombres de las pioneras de la industria del cine mexicano, las cuales están en la entrada de los foros de grabación. Además de Toscano, las homenajeadas fueron Mimí Derba, Cándida Beltrán, Gloria Schoemann, Matilde Landeta, Elena Sánchez Valenzuela, Adela Sequeyro, Adriana y Dolores Ehlers.